# Villaobispo de Otero
Villaobispo de Otero település Spanyolországban, León tartományban. Lakosainak száma 518 fő (2024).

## Földrajza
Villaobispo de Otero Astorga, Brazuelo, Magaz de Cepeda, Villamejil, Benavides és San Justo de la Vega községekkel határos.

## Népesség
A település lakosságának változását az alábbi diagram mutatja:
| Lakosok száma | 709  | 665  | 655  | 640  | 653  | 634  | 576  | 541  | 537  | 518  |
|               | 2001 | 2004 | 2007 | 2009 | 2012 | 2014 | 2017 | 2019 | 2022 | 2024 |